# Campeonato Sul-Americano de Atletismo de 2007 - Resultados
Estes são os resultados do Campeonato Sul-Americano de Atletismo de 2007 que ocorreram de 7 a 9 de junho de 2007 no Estádio Ícaro de Castro Melo, em São Paulo, no Brasil. 

## Resultado masculino

### 100 metros
| Posição | Atleta            | Nacionalidade | Reação | Tempo | Notas           |
| ------- | ----------------- | ------------- | ------ | ----- | --------------- |
| 1       | Vicente de Lima   | Brasil        | 0.153  | 10.44 | Q               |
| 2       | Gustavo Montalvo  | Venezuela     | 0.188  | 10.62 | Q               |
| 3       | Cristián Reyes    | Chile         | 0.169  | 10.63 | Q               |
| 4       | Harlin Echevarría | Colômbia      | 0.178  | 10.70 | q               |
| 5       | Luis Morán        | Equador       | 0.227  | 10.75 | q               |
| 6       | Nicolás Moreira   | Paraguai      | 0.184  | 10.81 | Recorde pessoal |
| 7       | Jurgen Themen     | Suriname      | 0.179  | 11.05 |                 |

| Posição | Atleta              | Nacionalidade | Reação | Tempo | Notas                |
| ------- | ------------------- | ------------- | ------ | ----- | -------------------- |
| 1       | Franklin Nazareno   | Equador       | 0.178  | 10.49 | Q                    |
| 2       | Álvaro Gómez        | Colômbia      | 0.154  | 10.60 | Q                    |
| 3       | José Carlos Moreira | Brasil        | 0.174  | 10.67 | Q                    |
| 4       | Jeremy Bascom       | Guiana        | 0.185  | 10.85 | Recorde da temporada |
| 5       | Ronald Amaya        | Venezuela     | 0.187  | 10.85 |                      |
| 6       | Ignácio Rojas       | Chile         | 0.150  | 10.86 |                      |
| 7       | Edgar Galeano       | Paraguai      | 0.142  | 11.12 |                      |

| Posição           | Atleta              | Nacionalidade | Reação | Tempo | Notas |
| ----------------- | ------------------- | ------------- | ------ | ----- | ----- |
| Medalha de ouro   | Vicente de Lima     | Brasil        | 0.142  | 10.36 |       |
| Medalha de prata  | Franklin Nazareno   | Equador       | 0.177  | 10.37 |       |
| Medalha de bronze | Álvaro Gómez        | Colômbia      | 0.175  | 10.66 |       |
| 4                 | José Carlos Moreira | Brasil        | 0.171  | 10.67 |       |
| 5                 | Gustavo Montalvo    | Venezuela     | 0.177  | 10.71 |       |
| 6                 | Harlin Echevarría   | Colômbia      | 0.158  | 10.75 |       |
| 7                 | Luis Morán          | Equador       | 0.203  | 10.76 |       |
| 8                 | Cristián Reyes      | Chile         | 99.9 ! | DNF   |       |

### 200 metros
| Posição | Atleta                 | Nacionalidade | Reação | Tempo | Notas                |
| ------- | ---------------------- | ------------- | ------ | ----- | -------------------- |
| 1       | Sandro Viana           | Brasil        | 0.194  | 20.94 | Q                    |
| 2       | Heber Viera            | Uruguai       | 0.271  | 21.03 | Q                    |
| 3       | Iván Carlos Altamirano | Argentina     | 0.177  | 21.42 | q                    |
| 4       | Jeremy Bascom          | Guiana        | 0.192  | 21.92 | Recorde da temporada |
| 6       | Gustavo Montalvo       | Venezuela     | 0.277  | 22.41 |                      |

| Posição | Atleta            | Nacionalidade | Reação | Tempo | Notas                |
| ------- | ----------------- | ------------- | ------ | ----- | -------------------- |
| 1       | Basílio de Morães | Brasil        | 0.186  | 21.37 | Q                    |
| 2       | Franklin Nazareno | Equador       | 0.211  | 21.45 | Q                    |
| 3       | Yeimer Mosquera   | Colômbia      | 0.360  | 21.47 | q                    |
| 4       | Sebastián Keitel  | Chile         | 0.200  | 21.70 | Recorde da temporada |

| Posição | Atleta          | Nacionalidade | Reação | Tempo | Notas                |
| ------- | --------------- | ------------- | ------ | ----- | -------------------- |
| 1       | Daniel Grueso   | Colômbia      | 0.202  | 21.09 | Q                    |
| 2       | Mariano Jiménez | Argentina     | 0.184  | 21.55 | Q                    |
| 3       | Ronald Amaya    | Venezuela     | 0.244  | 21.63 | Recorde da temporada |
| 4       | Ignácio Rojas   | Chile         | 0.189  | 22.07 |                      |
| 5       | Jurgen Themen   | Suriname      | 0.272  | 22.29 | Recorde da temporada |

| Posição           | Atleta                 | Nacionalidade | Reação | Tempo | Notas                |
| ----------------- | ---------------------- | ------------- | ------ | ----- | -------------------- |
| Medalha de ouro   | Sandro Viana           | Brasil        | 0.150  | 20.54 |                      |
| Medalha de prata  | Heber Viera            | Uruguai       | 0.540  | 20.59 | Recorde da temporada |
| Medalha de bronze | Daniel Grueso          | Colômbia      | 0.225  | 20.66 | Recorde nacional     |
| 4                 | Basílio de Morães      | Brasil        | 0.169  | 20.72 |                      |
| 5                 | Franklin Nazareno      | Equador       | 0.158  | 20.73 |                      |
| 6                 | Yeimer Mosquera        | Colômbia      | 0.226  | 21.14 | Recorde da temporada |
| 7                 | Iván Carlos Altamirano | Argentina     | 0.159  | 21.58 |                      |
| 8                 | Mariano Jiménez        | Argentina     | 99.9 ! | ?     |                      |

### 400 metros
| Posição | Atleta          | Nacionalidade | Reação | Tempo | Notas |
| ------- | --------------- | ------------- | ------ | ----- | ----- |
| 1       | Rodrigo Bargas  | Brasil        | 0.270  | 47.01 | Q     |
| 2       | Yeimer Mosquera | Colômbia      | 0.410  | 47.40 | Q     |
| 3       | Angelo Edmund   | Panamá        | 0.250  | 47.45 | Q     |
| 4       | Esteban Brandán | Argentina     | 0.603  | 48.36 | q     |

| Posição | Atleta              | Nacionalidade | Reação | Tempo | Notas |
| ------- | ------------------- | ------------- | ------ | ----- | ----- |
| 1       | Fernando de Almeida | Brasil        | 0.259  | 46.45 | Q     |
| 2       | Andrés Silva        | Uruguai       | 0.272  | 46.62 | Q     |
| 3       | Josner Rodríguez    | Venezuela     | 0.201  | 46.97 | Q     |
| 4       | Javier Mosquera     | Colômbia      | 0.188  | 47.23 | q,    |
| 5       | Pablo Navarrete     | Chile         | 0.213  | 48.43 |       |

| Posição           | Atleta              | Nacionalidade | Reação | Tempo | Notas                |
| ----------------- | ------------------- | ------------- | ------ | ----- | -------------------- |
| Medalha de ouro   | Andrés Silva        | Uruguai       | 0.273  | 45.89 | Recorde da temporada |
| Medalha de prata  | Rodrigo Bargas      | Brasil        | 0.241  | 46.15 |                      |
| Medalha de bronze | Fernando de Almeida | Brasil        | 0.218  | 46.38 |                      |
| 4                 | Angelo Edmund       | Panamá        | 0.376  | 46.46 | Recorde pessoal      |
| 5                 | Yeimer Mosquera     | Colômbia      | 0.243  | 46.49 | Recorde da temporada |
| 6                 | Josner Rodríguez    | Venezuela     | 0.217  | 46.84 |                      |
| 7                 | Javier Mosquera     | Colômbia      | 0.182  | 47.50 |                      |
| 8                 | Esteban Brandán     | Argentina     | 0.270  | 48.19 |                      |

### 800 metros
Final – 8 de junho
| Posição           | Atleta            | Nacionalidade | Tempo   | Notas |
| ----------------- | ----------------- | ------------- | ------- | ----- |
| Medalha de ouro   | Kléberson Davide  | Brasil        | 1:49.61 |       |
| Medalha de prata  | Gustavo Aguirre   | Argentina     | 1:49.98 |       |
| Medalha de bronze | André de Santana  | Brasil        | 1:50.10 |       |
| 4                 | Simoncito Silvera | Venezuela     | 1:50.18 |       |
| 5                 | Pablo Navarrete   | Chile         | 1:51.81 |       |
| 6                 | Freddy Espinoza   | Colômbia      | 1:52.25 |       |
| 7                 | Leonardo Price    | Argentina     | 1:55.11 |       |

### 1.500 metros
Final – 9 de junho
| Posição           | Atleta            | Nacionalidade | Tempo   | Notas            |
| ----------------- | ----------------- | ------------- | ------- | ---------------- |
| Medalha de ouro   | Byron Piedra      | Equador       | 3:42.53 |                  |
| Medalha de prata  | Leandro Oliveira  | Brasil        | 3:43.26 |                  |
| Medalha de bronze | Eduard Villanueva | Venezuela     | 3:43.40 |                  |
| 4                 | Nico Herrera      | Venezuela     | 3:44.38 |                  |
| 5                 | Javier Carriqueo  | Argentina     | 3:44.79 |                  |
| 6                 | Fadrique Iglesias | Bolívia       | 3:45.57 | Recorde nacional |
| 7                 | Fabiano Peçanha   | Brasil        | 3:50.55 |                  |
| 8                 | Leslie Encina     | Chile         | 3:50.67 |                  |
| 9                 | Freddy Espinoza   | Colômbia      | 3:50.96 |                  |
| 10                | Leonardo Price    | Argentina     | 3:58.03 |                  |

### 5.000 metros
Final – 7 de junho
| Posição           | Atleta                   | Nacionalidade | Tempo    | Notas                |
| ----------------- | ------------------------ | ------------- | -------- | -------------------- |
| Medalha de ouro   | Javier Guarín            | Colômbia      | 13:51.19 | ,                    |
| Medalha de prata  | Javier Carriqueo         | Argentina     | 13:55.37 |                      |
| Medalha de bronze | William Naranjo          | Colômbia      | 13:56.99 |                      |
| 4                 | Ubiratán José dos Santos | Brasil        | 14:03.51 |                      |
| 5                 | Byron Piedra             | Equador       | 14:15.48 | Recorde da temporada |
| 6                 | Luiz Carlos da Silva     | Brasil        | 14:37.02 |                      |
| 7                 | Juan Diego Contreras     | Peru          | 14:38.40 | Recorde pessoal      |
| 8                 | Didimo Sánchez           | Venezuela     | 15:08.94 |                      |

### 10.000 metros
Final – 8 de junho
| Posição           | Atleta                    | Nacionalidade | Tempo    | Notas |
| ----------------- | ------------------------- | ------------- | -------- | ----- |
| Medalha de ouro   | Sérgio Celestino da Silva | Brasil        | 29:57.80 |       |
| Medalha de prata  | Ubiratán José dos Santos  | Brasil        | 30:12.36 |       |
| Medalha de bronze | Didimo Sánchez            | Venezuela     | 31:15.30 |       |

### 3.000 metros com obstáculos
Final – 9 de junho
| Posição           | Atleta               | Nacionalidade | Tempo   | Notas           |
| ----------------- | -------------------- | ------------- | ------- | --------------- |
| Medalha de ouro   | Sergio Lobos         | Chile         | 8:37.83 | Recorde pessoal |
| Medalha de prata  | Gladson Barbosa      | Brasil        | 8:43.69 |                 |
| Medalha de bronze | José Gregorio Peña   | Venezuela     | 8:54.43 |                 |
| 4                 | Santiago Figueroa    | Argentina     | 8:56.12 |                 |
| 5                 | Celso Ficagna        | Brasil        | 9:06.09 |                 |
| 6                 | Mariano Mastromarino | Argentina     | 9:10.72 |                 |
| 7                 | Mario Bazán          | Peru          | DNF     |                 |

### 110 metros barreiras
| Posição | Atleta                 | Nacionalidade | Reação | Tempo | Notas |
| ------- | ---------------------- | ------------- | ------ | ----- | ----- |
| 1       | Anselmo Gomes da Silva | Brasil        | 0.197  | 13.68 | Q     |
| 2       | Leandro Peyrano        | Argentina     | 0.280  | 14.46 | Q,    |
| 3       | Francisco Castro       | Chile         | 0.220  | 14.76 | Q     |

| Posição | Atleta             | Nacionalidade | Reação | Tempo | Notas |
| ------- | ------------------ | ------------- | ------ | ----- | ----- |
| 1       | Éder Antônio Souza | Brasil        | 0.201  | 14.27 | Q     |
| 2       | Jorge McFarlane    | Peru          | 0.358  | 14.32 | Q     |
| 3       | Jhon Tamayo        | Equador       | 0.285  | 14.84 | Q     |

| Posição           | Atleta                 | Nacionalidade | Reação | Tempo | Notas           |
| ----------------- | ---------------------- | ------------- | ------ | ----- | --------------- |
| Medalha de ouro   | Anselmo Gomes da Silva | Brasil        | 0.158  | 13.56 |                 |
| Medalha de prata  | Éder Antônio Souza     | Brasil        | 0.207  | 13.58 | Recorde pessoal |
| Medalha de bronze | Francisco Castro       | Chile         | 0.179  | 14.31 |                 |
| 4                 | Jorge McFarlane        | Peru          | 0.285  | 14.45 |                 |
| 5                 | Leandro Peyrano        | Argentina     | 0.224  | 14.46 | =               |
| 6                 | Jhon Tamayo            | Equador       | 0.257  | 14.72 |                 |

### 400 metros barreiras
| Posição | Atleta              | Nacionalidade | Reação | Tempo | Notas |
| ------- | ------------------- | ------------- | ------ | ----- | ----- |
| 1       | Raphael Fernandes   | Brasil        | 0.288  | 50.62 | Q     |
| 2       | Christian Deymonnaz | Argentina     | 0.190  | 52.27 | Q     |
| 3       | Pablo Maturana      | Colômbia      | 0.170  | 52.41 | Q     |
| 4       | Jhon Tamayo         | Equador       | 0.302  | 53.96 | q     |

| Posição | Atleta                 | Nacionalidade | Reação | Tempo | Notas |
| ------- | ---------------------- | ------------- | ------ | ----- | ----- |
| 1       | Maurício Teixeira      | Brasil        | 0.294  | 51.05 | Q     |
| 2       | José Céspedes          | Venezuela     | 0.315  | 51.24 | Q     |
| 3       | Luis Montenegro        | Chile         | 0.210  | 51.65 | Q     |
| 4       | José Ignacio Pignataro | Argentina     | 0.237  | 53.49 | q     |

| Posição           | Atleta                 | Nacionalidade | Reação | Tempo | Notas                |
| ----------------- | ---------------------- | ------------- | ------ | ----- | -------------------- |
| Medalha de ouro   | Raphael Fernandes      | Brasil        | 0.148  | 49.81 |                      |
| Medalha de prata  | Maurício Teixeira      | Brasil        | 0.310  | 50.39 | =                    |
| Medalha de bronze | José Céspedes          | Venezuela     | 0.378  | 50.62 |                      |
| 4                 | Pablo Maturana         | Colômbia      | 0.209  | 51.05 | Recorde da temporada |
| 5                 | Luis Montenegro        | Chile         | 0.243  | 51.45 |                      |
| 6                 | Christian Deymonnaz    | Argentina     | 0.199  | 52.08 | Recorde da temporada |
| 7                 | José Ignacio Pignataro | Argentina     | 0.353  | 52.12 |                      |
| 8                 | Jhon Tamayo            | Equador       | 0.287  | 53.87 |                      |

### Revezamento 4x100 m
Final – 8 de junho
| Posição           | Nacionalidade | Atletas                                                                    | Reação | Tempo | Notas            |
| ----------------- | ------------- | -------------------------------------------------------------------------- | ------ | ----- | ---------------- |
| Medalha de ouro   | Brasil        | Sandro Viana Vicente de Lima Basílio de Morães Nilson André                | 0.173  | 38.77 |                  |
| Medalha de prata  | Colômbia      | Harlin Echevarría Yeimer Mosquera Álvaro Gómez Daniel Grueso               | 0.170  | 39.80 |                  |
| Medalha de bronze | Argentina     | José Manuel Garaventa Miguel Wilken Iván Carlos Altamirano Mariano Jiménez | 0.292  | 39.91 | Recorde nacional |
| 4                 | Equador       | Luis Morán Hugo Chila Franklin Nazareno Oscar Mina                         | 0.180  | 40.05 | Recorde nacional |
| 5                 | Panamá        | Alonso Edward Andrés Rodríguez Angelo Edmund Jonathan Gibson               | 0.244  | 40.13 |                  |
| 6                 | Venezuela     | Gustavo Montalvo Ronald Amaya Wilmer Rivas Ellis Ollarves                  | 0.202  | 40.27 |                  |
| 7                 | Chile         | Ignácio Rojas Sebastián Keitel Daniel Pineda José Francisco Nava           | 0.226  | 40.82 |                  |

### Revezamento 4x400 m
Final – 9 de junho
| Posição           | Nacionalidade | Atletas                                                                  | Reação | Tempo   | Notas            |
| ----------------- | ------------- | ------------------------------------------------------------------------ | ------ | ------- | ---------------- |
| Medalha de ouro   | Brasil        | Fernando de Almeida Rodrigo Bargas Eduardo Vasconcelos Raphael Fernandes | 0.243  | 3:04.36 |                  |
| Medalha de prata  | Venezuela     | Wilmer Rivas Simoncito Silvera José Céspedes Josner Rodríguez            | 0.193  | 3:05.88 |                  |
| Medalha de bronze | Panamá        | Alonso Edward Andrés Rodríguez Angelo Edmund Jonathan Gibson             | 0.210  | 3:09.67 | Recorde nacional |
| 4                 | Colômbia      | Yeimer Mosquera Pablo Maturana Freddy Espinoza Javier Mosquera           | 0.358  | 3:11.57 |                  |
| 5                 | Argentina     | Gustavo Aguirre Miguel Wilken Esteban Brandán Christian Deymonnaz        | 0.575  | 3:12.89 |                  |
| 6                 | Chile         | Pablo Navarrete Luis Montenegro Daniel Pineda Ignácio Rojas              | 0.601  | 3:15.17 |                  |
| 7                 | Equador       | Jhonatan Loor Diego Ferrín José Luis Vargas Jhon Tamayo                  | 0.539  | 3:16.91 |                  |

### 20 km marcha atlética
Final – 8 de junho
| Posição           | Atleta                | Nacionalidade | Tempo      | Notas                |
| ----------------- | --------------------- | ------------- | ---------- | -------------------- |
| Medalha de ouro   | James Rendón          | Colômbia      | 1:24:25.37 | Recorde da temporada |
| Medalha de prata  | Rolando Saquipay      | Equador       | 1:25:55.20 | Recorde da temporada |
| Medalha de bronze | Juan Manuel Cano      | Argentina     | 1:28:28.47 | Recorde da temporada |
| 4                 | Ronald Huayta         | Bolívia       | 1:40:15.45 | Recorde da temporada |
| 5                 | José Alessandro Bagio | Brasil        | DNF        |                      |
| 6                 | Mário dos Santos      | Brasil        | DSQ        |                      |

### Salto em altura
Final – 8 de junho
| Posição           | Atleta           | Nacionalidade | Resultado | Notas                |
| ----------------- | ---------------- | ------------- | --------- | -------------------- |
| Medalha de ouro   | Jessé de Lima    | Brasil        | 2.24      | =                    |
| Medalha de prata  | Fábio Baptista   | Brasil        | 2.21      |                      |
| Medalha de bronze | Gilmar Mayo      | Colômbia      | 2.21      | Recorde da temporada |
| 4                 | Diego Ferrín     | Equador       | 2.10      | Recorde da temporada |
| 5                 | Santiago Guerci  | Argentina     | 2.05      |                      |
| 6                 | Francisco Castro | Chile         | 2.00      | Recorde da temporada |

### Salto á vara
Final – 7 de junho
| Posição           | Atleta              | Nacionalidade | Resultado | Notas |
| ----------------- | ------------------- | ------------- | --------- | ----- |
| Medalha de ouro   | Fábio da Silva      | Brasil        | 5.77      | ,     |
| Medalha de prata  | Germán Chiaraviglio | Argentina     | 5.40      |       |
| Medalha de bronze | Javier Benítez      | Argentina     | 5.20      |       |
| Medalha de bronze | João Gabriel Sousa  | Brasil        | 5.20      |       |
| 5                 | José Francisco Nava | Chile         | 5.10      | =     |

### Salto em comprimento
Final – 7 de junho
| Posição          | Atleta            | Nacionalidade | Resultado | Notas |
| ---------------- | ----------------- | ------------- | --------- | ----- |
| Medalha de ouro  | Rogério Bispo     | Brasil        | 7.94      |       |
| Medalha de prata | Hugo Chila        | Equador       | 7.81      |       |
| Medalha de ouro  | Rodrigo de Araújo | Brasil        | 7.77      |       |
| 4                | Louis Tristán     | Peru          | 7.53      |       |
| 5                | Diego Ripanti     | Argentina     | 7.37      |       |
| 6                | Jorge McFarlane   | Peru          | 7.37      |       |
| 7                | Esteban Copland   | Venezuela     | 7.25      |       |
| 8                | Daniel Pineda     | Chile         | 7.11      |       |
| 9                | JJhon Murillo     | Colômbia      | 7.01      |       |

### Salto triplo
Final – 9 de junho
| Posição           | Atleta              | Nacionalidade | Resultado | Notas           |
| ----------------- | ------------------- | ------------- | --------- | --------------- |
| Medalha de ouro   | Jefferson Sabino    | Brasil        | 16.68     |                 |
| Medalha de prata  | Hugo Chila          | Equador       | 16.37     |                 |
| Medalha de bronze | Leonardo dos Santos | Brasil        | 15.89     |                 |
| 4                 | Jhon Murillo        | Colômbia      | 15.52     |                 |
| 5                 | Marcelo Pichipil    | Argentina     | 14.       |                 |
| 6                 | José Francisco Nava | Chile         | 14.82     | Recorde pessoal |

### Arremesso de peso
Final – 7 de junho
| Posição           | Atleta              | Nacionalidade | Resultado | Notas                |
| ----------------- | ------------------- | ------------- | --------- | -------------------- |
| Medalha de ouro   | Germán Lauro        | Argentina     | 19.65     |                      |
| Medalha de prata  | Marco Verni         | Chile         | 19.22     |                      |
| Medalha de bronze | Yojer Medina        | Venezuela     | 18.44     |                      |
| 4                 | Giovanny García     | Colômbia      | 18.27     | Recorde da temporada |
| 5                 | Ronald Julião       | Brasil        | 17.81     | Recorde da temporada |
| 6                 | Gustavo de Mendonça | Brasil        | 17.27     |                      |
| 7                 | Leandro Cheppi      | Argentina     | 16.36     |                      |

### Lançamento de disco
Final – 8 de junho
| Posição           | Atleta          | Nacionalidade | Resultado | Notas                |
| ----------------- | --------------- | ------------- | --------- | -------------------- |
| Medalha de ouro   | Germán Lauro    | Argentina     | 57.12     |                      |
| Medalha de prata  | Ronald Julião   | Brasil        | 56.53     |                      |
| Medalha de bronze | Julián Angulo   | Colômbia      | 54.68     | Recorde da temporada |
| 4                 | Jesús Parejo    | Venezuela     | 53.30     |                      |
| 5                 | Alessandro Rosa | Brasil        | 51.70     |                      |
| 6                 | Max Alonso      | Chile         | 50.51     |                      |
| 7                 | Giovanny García | Colômbia      | 48.65     |                      |

### Lançamento de martelo
Final – 8 de junho
| Posição           | Atleta             | Nacionalidade | Resultado | Notas                |
| ----------------- | ------------------ | ------------- | --------- | -------------------- |
| Medalha de ouro   | Juan Ignacio Cerra | Argentina     | 72.96     |                      |
| Medalha de prata  | Patricio Palma     | Chile         | 66.56     |                      |
| Medalha de bronze | Wagner Domingos    | Brasil        | 65.15     |                      |
| 4                 | Leonardo Pino      | Chile         | 65.03     |                      |
| 5                 | Aldo Bello         | Venezuela     | 64.68     |                      |
| 6                 | Adrián Marzo       | Argentina     | 63.57     |                      |
| 7                 | Eduardo Acuña      | Peru          | 62.30     | Recorde da temporada |
| 8                 | Marcos dos Santos  | Brasil        | 61.83     |                      |

### Lançamento de dardo
Final – 7 de unho
| Posição           | Atleta                  | Nacionalidade | Resultado | Notas            |
| ----------------- | ----------------------- | ------------- | --------- | ---------------- |
| Medalha de ouro   | Pablo Pietrobelli       | Argentina     | 76.52     | Recorde nacional |
| Medalha de prata  | Víctor Fatecha          | Paraguai      | 75.95     |                  |
| Medalha de bronze | Júlio César de Oliveira | Brasil        | 74.56     |                  |
| 4                 | Arley Ibargüen          | Colômbia      | 72.11     |                  |
| 5                 | Diego Moraga            | Chile         | 71.51     |                  |
| 6                 | Manuel Fuenmayor        | Venezuela     | 71.28     |                  |
| 7                 | Alexon Maximiano        | Brasil        | 71.14     |                  |

### Decatlo
7 – 8 de junho
| Pos.              | Atleta                  | Nacionalidade | 100 m     | SD        | AP    | SA   | 400 m | 110 m     | AD    | SV   | LD    | 1500 m  | PG   | Notas                |
| ----------------- | ----------------------- | ------------- | --------- | --------- | ----- | ---- | ----- | --------- | ----- | ---- | ----- | ------- | ---- | -------------------- |
| Medalha de ouro   | Gonzalo Barroilhet      | Chile         | 11.42/0.0 | 7.15/-0.3 | 12.59 | 1.93 | 51.93 | 14.00/0.0 | 40.14 | 5.30 | 52.81 | 5:05.17 | 7504 | Recorde nacional     |
| Medalha de prata  | Danilo Xavier           | Brasil        | 11.23/0.0 | 7.22/0.5  | 11.99 | 1.87 | 49.47 | 14.50/0.0 | 37.40 | 4.20 | 54.64 | 4:43.93 | 7288 | Recorde da temporada |
| Medalha de bronze | Sinval de Oliveira      | Brasil        | 11.21/0.0 | 7.11/0.1  | 11.73 | 1.84 | 48.40 | 15.10/0.0 | 35.97 | 4.10 | 52.08 | 4:22.90 | 7243 | Recorde pessoal      |
| 4                 | Gerardo Canale          | Argentina     | 11.69/0.0 | 6.92/0.2  | 12.31 | 2.05 | 51.60 | 15.10/0.0 | 36.95 | 4.50 | 51.97 | 4:57.75 | 7088 |                      |
| 5                 | Andrés Horacio Mantilla | Colômbia      | 11.54/0.0 | 6.37/-0.2 | 13.49 | 1.93 | 51.98 | 14.90/0.0 | 44.91 | 4.10 | 54.37 | 5:06.70 | 6994 | Recorde da temporada |
| 6                 | Oscar Mina              | Equador       | 10.96/0.0 | 6.75/+0.3 | 12.37 | 1.99 | 50.26 | 16.30/0.0 | 39.15 | NH   | 43.56 | DNS     | DNF  |                      |

## Resultado feminino

### 100 metros
| Posição | Atleta             | Nacionalidade | Reação | Tempo | Notas |
| ------- | ------------------ | ------------- | ------ | ----- | ----- |
| 1       | Lucimar de Moura   | Brasil        | 0.147  | 11.32 | Q     |
| 2       | Mirtha Brock       | Colômbia      | 0.202  | 11.77 | Q     |
| 3       | Suhail Garcia      | Venezuela     | 0.534  | 11.87 | Q     |
| 4       | Carolina Díaz      | Chile         | 0.172  | 11.95 | q     |
| 5       | Kristen Nieuwendam | Suriname      | 0.210  | 12.33 | q     |

| Posição | Atleta          | Nacionalidade | Reação | Tempo | Notas |
| ------- | --------------- | ------------- | ------ | ----- | ----- |
| 1       | Felipa Palácios | Colômbia      | 0.197  | 11.60 | Q     |
| 2       | Thaíssa Presti  | Brasil        | 0.167  | 11.79 | Q     |
| 3       | Daniela Pávez   | Chile         | 0.208  | 12.00 | Q     |
| 4       | Maité Zamorano  | Bolívia       | 0.275  | 12.38 |       |

| Posição           | Atleta             | Nacionalidade | Reação | Tempo | Notas                |
| ----------------- | ------------------ | ------------- | ------ | ----- | -------------------- |
| Medalha de ouro   | Lucimar de Moura   | Brasil        | 0.131  | 11.20 | Recorde da temporada |
| Medalha de prata  | Felipa Palácios    | Colômbia      | 0.178  | 11.43 | Recorde da temporada |
| Medalha de bronze | Thaíssa Presti     | Brasil        | 0.234  | 11.63 |                      |
| 4                 | Mirtha Brock       | Colômbia      | 0.182  | 11.71 |                      |
| 5                 | Suhail Garcia      | Venezuela     | 0.490  | 11.79 | Recorde pessoal      |
| 6                 | Carolina Díaz      | Chile         | 0.177  | 11.93 | Recorde da temporada |
| 7                 | Daniela Pávez      | Chile         | 0.195  | 12.01 |                      |
| 8                 | Kristen Nieuwendam | Suriname      | 0.216  | 12.23 | Recorde da temporada |

### 200 metros
| Posição | Atleta            | Nacionalidade | Reação | Tempo | Notas |
| ------- | ----------------- | ------------- | ------ | ----- | ----- |
| 1       | Felipa Palácios   | Colômbia      | 0.190  | 23.83 | Q     |
| 2       | Thaíssa Presti    | Brasil        | 0.355  | 24.36 | Q     |
| 3       | Fernanda Mackenna | Chile         | 0.313  | 24.86 | Q     |

| Posição | Atleta             | Nacionalidade | Reação | Tempo | Notas |
| ------- | ------------------ | ------------- | ------ | ----- | ----- |
| 1       | Lucimar de Moura   | Brasil        | 0.162  | 23.69 | Q     |
| 2       | Suhail Garcia      | Venezuela     | 0.221  | 24.76 | Q     |
| 3       | Kristen Nieuwendam | Suriname      | 0.256  | 24.88 | Q     |
| 4       | Brigith Merlano    | Colômbia      | 0.204  | 24.89 | q     |
| 5       | Daniela Riderelli  | Chile         | 0.527  | 25.00 | q     |

| Posição           | Atleta             | Nacionalidade | Reação | Tempo | Notas                |
| ----------------- | ------------------ | ------------- | ------ | ----- | -------------------- |
| Medalha de ouro   | Lucimar de Moura   | Brasil        | 0.153  | 23.00 | Recorde da temporada |
| Medalha de prata  | Felipa Palácios    | Colômbia      | 0.190  | 23.10 |                      |
| Medalha de bronze | Thaíssa Presti     | Brasil        | 0.237  | 23.58 |                      |
| 4                 | Suhail Garcia      | Venezuela     | 0.479  | 24.36 | Recorde pessoal      |
| 5                 | Brigith Merlano    | Colômbia      | 0.196  | 24.44 | Recorde da temporada |
| 6                 | Fernanda Mackenna  | Chile         | 0.523  | 24.47 | Recorde da temporada |
| 7                 | Kristen Nieuwendam | Suriname      | 0.592  | 24.77 |                      |
| 8                 | Daniela Riderelli  | Chile         | 0.270  | 24.81 | Recorde da temporada |

### 400 metros
Final – 8 de junho
| Posição           | Atleta            | Nacionalidade | Reação | Tempo | Notas                |
| ----------------- | ----------------- | ------------- | ------ | ----- | -------------------- |
| Medalha de ouro   | Josiane Tito      | Brasil        | 0.522  | 52.67 |                      |
| Medalha de prata  | Sheila Ferreira   | Brasil        | 0.234  | 53.19 |                      |
| Medalha de bronze | Lucy Jaramillo    | Equador       | 0.423  | 53.44 | Recorde nacional     |
| 4                 | Alejandra Idrovo  | Colômbia      | 0.218  | 53.54 |                      |
| 5                 | Fernanda Mackenna | Chile         | 0.206  | 55.43 | Recorde da temporada |
| 6                 | Keila Escobar     | Colômbia      | 0.486  | 56.73 |                      |

### 800 metros
Final – 8 de junho
| Posição           | Atleta                | Nacionalidade | Tempo   | Notas                |
| ----------------- | --------------------- | ------------- | ------- | -------------------- |
| Medalha de ouro   | Marian Burnett        | Guiana        | 2:03.57 |                      |
| Medalha de prata  | Muriel Coneo          | Colômbia      | 2:08.99 |                      |
| Medalha de bronze | Marcela Britos        | Uruguai       | 2:10.30 | Recorde da temporada |
| 4                 | Julieta Fraguio       | Chile         | 2:12.25 |                      |
| 5                 | Déborah Maria Savoldi | Brasil        | 2:13.70 |                      |
| 6                 | Rosibel García        | Colômbia      | DNF     |                      |

### 1.500 metros
Final – 9 de junho
| Posição           | Atleta            | Nacionalidade | Tempo   | Notas                |
| ----------------- | ----------------- | ------------- | ------- | -------------------- |
| Medalha de ouro   | Rosibel García    | Colômbia      | 4:20.36 |                      |
| Medalha de prata  | Marian Burnett    | Guiana        | 4:20.69 | Recorde nacional     |
| Medalha de bronze | Zenaide Vieira    | Brasil        | 4:22.08 |                      |
| 4                 | Valeria Rodríguez | Argentina     | 4:23.67 |                      |
| 5                 | Muriel Coneo      | Colômbia      | 4:26.14 |                      |
| 6                 | Faustina Huamaní  | Peru          | 4:27.25 | Recorde da temporada |
| 7                 | Rosa Godoy        | Argentina     | 4:31.78 | Recorde da temporada |
| 8                 | Sabine Heitling   | Brasil        | 4:32.55 |                      |
| 9                 | Yeisy Álvarez     | Venezuela     | 4:33.09 |                      |
| 10                | Camila de Mello   | Uruguai       | 4:37.04 |                      |
| 11                | Silvia Paredes    | Equador       | 4:41.59 |                      |
| 12                | Marcela Britos    | Uruguai       | 4:43.10 | Recorde da temporada |

### 5.000 metros
Final – 7 de junho
| Posição           | Atleta            | Nacionalidade | Tempo    | Notas                |
| ----------------- | ----------------- | ------------- | -------- | -------------------- |
| Medalha de ouro   | Ednalva da Silva  | Brasil        | 16:09.96 |                      |
| Medalha de prata  | Lucélia Peres     | Brasil        | 16:16.07 |                      |
| Medalha de bronze | Bertha Sánchez    | Colômbia      | 16:21.17 |                      |
| 4                 | Faustina Huamaní  | Peru          | 16:22.01 | Recorde nacional     |
| 5                 | Inés Melchor      | Peru          | 16:23.44 | Recorde da temporada |
| 6                 | Yeisy Álvarez     | Venezuela     | 16:57.30 |                      |
| 7                 | Norelys Lugo      | Venezuela     | 17:15.12 |                      |
| 8                 | Lina Arias        | Colômbia      | 17:41.01 |                      |
| 9                 | Valeria Rodríguez | Argentina     | DNF      |                      |
| 9                 | Karina Córdoba    | Argentina     | DNF      |                      |

### 10.000 metros
Final – 9 de junho
| Posição           | Atleta            | Nacionalidade | Tempo    | Notas                |
| ----------------- | ----------------- | ------------- | -------- | -------------------- |
| Medalha de ouro   | Lucélia Peres     | Brasil        | 34:11.95 |                      |
| Medalha de prata  | Inés Melchor      | Peru          | 34:13.23 |                      |
| Medalha de bronze | Bertha Sánchez    | Colômbia      | 34:23.89 |                      |
| 4                 | Ednalva da Silva  | Brasil        | 34:27.51 |                      |
| 5                 | Jimena Misayauri  | Peru          | 34:51.31 |                      |
| 6                 | Norelys Lugo      | Venezuela     | 35:22.23 | Recorde pessoal      |
| 7                 | Lina Arias        | Colômbia      | 35:28.01 |                      |
| 8                 | Roxana Preussler  | Argentina     | 35:53.66 | Recorde da temporada |
| 9                 | Karina Córdoba    | Argentina     | DNF      |                      |
| 9                 | María-Elena Calle | Equador       | DNF      |                      |

### 3.000 metros com obstáculos
Final – 8 de junho
| Posição           | Atleta           | Nacionalidade | Tempo    | Notas                 |
| ----------------- | ---------------- | ------------- | -------- | --------------------- |
| Medalha de ouro   | Zenaide Vieira   | Brasil        | 10:07.93 | Recorde do campeonato |
| Medalha de prata  | Ángela Figueroa  | Colômbia      | 10:13.88 | Recorde nacional      |
| Medalha de bronze | Michele da Costa | Brasil        | 10:24.35 |                       |
| 4                 | Rosa Godoy       | Argentina     | 10:29.48 |                       |
| 5                 | Silvia Paredes   | Equador       | 10:57.49 |                       |
| 6                 | Ingrid Galloso   | Chile         | 11:00.83 |                       |

### 100 metros barreiras
| Posição | Atleta            | Nacionalidade | Reação | Tempo | Notas |
| ------- | ----------------- | ------------- | ------ | ----- | ----- |
| 1       | Brigith Merlano   | Colômbia      | 0.251  | 13.46 | Q     |
| 2       | Soledad Donzino   | Argentina     | 0.265  | 13.80 | Q     |
| 3       | Lucimara da Silva | Brasil        | 0.297  | 13.82 | Q     |
| 4       | Patrícia Riesco   | Peru          | 0.198  | 14.20 | q     |

| Posição | Atleta             | Nacionalidade | Reação | Tempo | Notas |
| ------- | ------------------ | ------------- | ------ | ----- | ----- |
| 1       | Gilvaneide Parrela | Brasil        | 0.167  | 13.66 | Q     |
| 2       | Francisca Guzmán   | Chile         | 0.174  | 14.11 | Q     |
| 3       | Maria Azzato       | Argentina     | 0.376  | 14.87 | Q     |

| Posição           | Atleta             | Nacionalidade | Tempo | Notas                |
| ----------------- | ------------------ | ------------- | ----- | -------------------- |
| Medalha de ouro   | Brigith Merlano    | Colômbia      | 13.27 |                      |
| Medalha de prata  | Gilvaneide Parrela | Brasil        | 13.40 |                      |
| Medalha de bronze | Lucimara da Silva  | Brasil        | 13.48 |                      |
| 4                 | Soledad Donzino    | Argentina     | 13.60 | Recorde da temporada |
| 5                 | Patrícia Riesco    | Peru          | 14.07 | Recorde da temporada |
| 6                 | Francisca Guzmán   | Chile         | 14.46 |                      |
| 7                 | Maria Azzato       | Argentina     | 14.84 |                      |
| 8                 | Victoria Quiñónez  | Equador       | DNF   |                      |

### 400 metros barreiras
Final – 9 de junho
| Posição           | Atleta          | Nacionalidade | Reação | Tempo | Notas                |
| ----------------- | --------------- | ------------- | ------ | ----- | -------------------- |
| Medalha de ouro   | Lucimar Teodoro | Brasil        | 0.320  | 57.36 |                      |
| Medalha de prata  | Luciana França  | Brasil        | 0.450  | 58.38 |                      |
| Medalha de bronze | Lucy Jaramillo  | Equador       | 0.631  | 58.81 | Recorde da temporada |
| 4                 | Keila Escobar   | Colômbia      | 0.349  | 60.63 |                      |
| 5                 | Daysi Ugarte    | Bolívia       | 0.403  | 61.02 | Recorde nacional     |
| 6                 | Jessica Miller  | Uruguai       | 0.348  | 61.97 |                      |
| 7                 | Claudia Meneses | Peru          | 0.401  | 61.98 | Recorde nacional     |

### Revezamento 4x100 m
Final – 8 de junho
| Posição           | Nacionalidade | Atletas                                                                    | Reação | Tempo | Notas            |
| ----------------- | ------------- | -------------------------------------------------------------------------- | ------ | ----- | ---------------- |
| Medalha de ouro   | Brasil        | Thaíssa Presti Luciana dos Santos Lucimar de Moura Tathiana Regina Ignácio | 0.203  | 43.54 |                  |
| Medalha de prata  | Colômbia      | Felipa Palácios Brigith Merlano Mirtha Brock Yomara Hinestroza             | 0.272  | 44.68 |                  |
| Medalha de bronze | Chile         | Daniela Pávez Carolina Díaz Fernanda Mackenna Daniela Riderelli            | 0.184  | 45.34 | Recorde nacional |
| 4                 | Equador       | Lucy Jaramillo Victoria Quiñónez Mayra Pachito Lorena Mina                 | 0.228  | 47.21 |                  |

### Revezamento 4x400 m
Final – 9 de junho
| Posição           | Nacionalidade | Atletas                                                          | Reação  | Tempo   | Notas |
| ----------------- | ------------- | ---------------------------------------------------------------- | ------- | ------- | ----- |
| Medalha de ouro   | Brasil        | Josiane Tito Sheila Ferreira María Laura Almirão Lucimar Teodoro | 0.382   | 3:33.34 |       |
| Medalha de prata  | Colômbia      | Felipa Palácios Rosibel García Mirtha Brock Alejandra Idrovo     | 0.294   | 3:43.52 |       |
| Medalha de bronze | Chile         | Daniela Riderelli Daniela Pávez Carolina Díaz Fernanda Mackenna  | 9.999 ! | 3:55.13 |       |

### 20 km marcha atlética
Final – 7 de junho
| Posição           | Atleta                | Nacionalidade | Tempo      | Notas                |
| ----------------- | --------------------- | ------------- | ---------- | -------------------- |
| Medalha de ouro   | Sandra Zapata         | Colômbia      | 1:37:45.94 | ,                    |
| Medalha de prata  | Miriam Ramón          | Equador       | 1:38:26.26 | Recorde pessoal      |
| Medalha de bronze | Tânia Spindler        | Brasil        | 1:38:49.26 | Recorde da temporada |
| 4                 | Johana Ordóñez        | Equador       | 1:40:56.09 | Recorde da temporada |
| 5                 | Carolina Flores       | Venezuela     | 1:45:30.12 | Recorde da temporada |
| 6                 | Jeanethe Mamaní       | Bolívia       | DNF        |                      |
| 7                 | Alessandra Picagevicz | Brasil        | DSQ        |                      |
| 8                 | Marcela Pacheco       | Chile         | DSQ        |                      |

### Salto em altura
Final – 9 de junho
| Posição           | Atleta            | Nacionalidade | Resultado | Notas |
| ----------------- | ----------------- | ------------- | --------- | ----- |
| Medalha de ouro   | Caterine Ibargüen | Colômbia      | 1.84      |       |
| Medalha de prata  | Solange Witteveen | Argentina     | 1.81      |       |
| Medalha de bronze | Marielys Rojas    | Venezuela     | 1.78      |       |
| 4                 | Fernanda Delfino  | Brasil        | 1.78      |       |
| 5                 | Mónica Freitas    | Brasil        | 1.78      |       |

### Salto á vara
Final – 9 de junho
| Posição           | Atleta           | Nacionalidade | Resultado | Notas                 |
| ----------------- | ---------------- | ------------- | --------- | --------------------- |
| Medalha de ouro   | Fabiana Murer    | Brasil        | 4.50      | Recorde do campeonato |
| Medalha de prata  | Alejandra García | Argentina     | 4.20      |                       |
| Medalha de bronze | Joana Costa      | Brasil        | 4.20      |                       |
| 4                 | Keisa Monterola  | Venezuela     | 4.10      |                       |
| 5                 | Milena Agudelo   | Colômbia      | 3.90      |                       |
| 6                 | Carolina Torres  | Chile         | 3.80      |                       |

### Salto em comprimento
Final – 8 de junho
| Posição           | Atleta             | Nacionalidade | Resultado | Notas                |
| ----------------- | ------------------ | ------------- | --------- | -------------------- |
| Medalha de ouro   | Maurren Higa Maggi | Brasil        | 6.91      |                      |
| Medalha de prata  | Keila Costa        | Brasil        | 6.83      |                      |
| Medalha de bronze | Caterine Ibargüen  | Colômbia      | 6.18      |                      |
| 4                 | Victoria Quiñónez  | Equador       | 5.89      |                      |
| 5                 | Andréa Morales     | Argentina     | 5.88      |                      |
| 6                 | Maité Zamorano     | Bolívia       | 5.75      |                      |
| 7                 | Mayra Pachito      | Equador       | 5.73      | Recorde da temporada |

### Salto triplo
Final – 9 de junho
| Posição           | Atleta           | Nacionalidade | Resultado | Notas |
| ----------------- | ---------------- | ------------- | --------- | ----- |
| Medalha de ouro   | Keila Costa      | Brasil        | 14.57     | ,     |
| Medalha de prata  | Fernanda Delfino | Brasil        | 13.63     |       |
| Medalha de bronze | Jenifer Arveláez | Venezuela     | 13.52     |       |
| 4                 | Lorena Mina      | Equador       | 13        |       |
| 5                 | Mayra Pachito    | Equador       | 12.62     |       |

### Arremesso de peso
Final – 8 de junho
| Posição           | Atleta             | Nacionalidade | Resultado | Notas                |
| ----------------- | ------------------ | ------------- | --------- | -------------------- |
| Medalha de ouro   | Elisângela Adriano | Brasil        | 17.41     |                      |
| Medalha de prata  | Luz Dary Castro    | Colômbia      | 16.35     | Recorde da temporada |
| Medalha de bronze | Natalia Ducó       | Chile         | 16.20     |                      |
| 4                 | Andréa Maria Brito | Brasil        | 15.88     |                      |
| 5                 | Rocío Comba        | Argentina     | 15.75     |                      |
| 6                 | Johana Moreno      | Colômbia      | 13.81     |                      |

### Lançamento de disco
Final – 7 de junho
| Posição           | Atleta               | Nacionalidade | Resultado | Notas                |
| ----------------- | -------------------- | ------------- | --------- | -------------------- |
| Medalha de ouro   | Elisângela Adriano   | Brasil        | 59.85     |                      |
| Medalha de prata  | Luz Dary Castro      | Colômbia      | 52.23     | Recorde da temporada |
| Medalha de bronze | Renata de Figueirêdo | Brasil        | 51.69     |                      |
| 4                 | Rocío Comba          | Argentina     | 51.01     |                      |
| 5                 | Karen Gallardo       | Chile         | 48.94     | Recorde da temporada |
| 6                 | Ximena Araneda       | Chile         | 46.38     |                      |
| 7                 | Johana Moreno        | Colômbia      | 41.61     |                      |

### Lançamento de martelo
Final – 9 de junho
| Posição          | Atleta                  | Nacionalidade | Resultado | Notas |
| ---------------- | ----------------------- | ------------- | --------- | ----- |
| Medalha de ouro  | Johana Moreno           | Colômbia      | 61.93     |       |
| Medalha de prata | Katiusca María de Jesús | Brasil        | 61.57     |       |
| Medalha de ouro  | Johana Ramírez          | Colômbia      | 61.10     |       |
| 4                | Josiane Soares          | Brasil        | 59.08     |       |
| 5                | Karina Moya             | Argentina     | 56.83     |       |
| 6                | Odette Palma            | Chile         | 56.74     |       |

### Lançamento de dardo
Final – 9 de junho
| Posição           | Atleta             | Nacionalidade | Resultado | Notas                |
| ----------------- | ------------------ | ------------- | --------- | -------------------- |
| Medalha de ouro   | Alessandra Resende | Brasil        | 57.75     |                      |
| Medalha de prata  | Zuleima Araméndiz  | Colômbia      | 57.55     | Recorde da temporada |
| Medalha de bronze | Leryn Franco       | Paraguai      | 53.80     |                      |
| 4                 | Jucilene de Lima   | Brasil        | 52.86     |                      |
| 5                 | Romina Maggi       | Argentina     | 50.32     |                      |

### Heptatlo
8 – 9 de junho
| Colocação         | Atleta             | Nacionalidade | 100 m C/B  | SA   | AP    | 200 m      | SD        | LD    | 800 m   | Total | Notas                 |
| ----------------- | ------------------ | ------------- | ---------- | ---- | ----- | ---------- | --------- | ----- | ------- | ----- | --------------------- |
| Medalha de ouro   | Lucimara da Silva  | Brasil        | 13.65/0.3  | 1.80 | 10.43 | 24.70/-0.6 | 5.79/-0.1 | 43.25 | 2:21.11 | 5803  | Recorde do campeonato |
| Medalha de prata  | Elizete da Silva   | Brasil        | 14.35/0.3  | 1.68 | 12.98 | 24.69/-0.6 | 6.02/-1.0 | 41.06 | 2:23.01 | 5727  |                       |
| Medalha de bronze | Daniela Crespo     | Argentina     | 15.69/+0.3 | 1.71 | 9.44  | 25.81/-0.6 | 5.14/-0.8 | 29.46 | 2:16.99 | 4856  |                       |
| 4                 | Andrea Bordalejo   | Argentina     | 14.81/+0.3 | 1.56 | 10.67 | 26.34/-0.6 | 5.28/0.0  | 34.24 | 2:25.11 | 4846  |                       |
| 5                 | Victoria Quiñónez  | Equador       | 15.63/+0.3 | 1.62 | 9.93  | 26.74/-0.6 | 5.67/-1.4 | 34.78 | 2:34.18 | 4736  |                       |
| 6                 | Ana Camila Pirelli | Paraguai      | 15.36/+0.3 | 1.53 | 11.36 | 26.71/-0.6 | 5.06/-0.5 | 30.46 | DSQ     | 3866  |                       |

Legenda
| Recorde mundial       | Recorde mundial (World record)               |                       | Recorde africano                      | Recorde africano (African) |                                           | Q | Classificado por posição (Qualified) |
| Recorde do campeonato | Recorde do campeonato (Championship record)  | Recorde da América    | Recorde da América (Americas)         | q                          | Classificado por melhor tempo (Qualified) |   |                                      |
| Melhor marca do ano   | Melhor marca do ano (World leading)          | Recorde asiático      | Recorde asiático (Asian)              | DNS                        | Não largou (Did not start)                |   |                                      |
| Recorde nacional      | Recorde nacional (National record)           | Recorde europeu       | Recorde europeu (European)            | DNF                        | Não terminou (Did not finish)             |   |                                      |
| Recorde pessoal       | Recorde pessoal do atleta (Personal best)    | Recorde da Oceania    | Recorde da Oceania (Oceania)          | DSQ / DQ                   | Desclassificado (Disqualified)            |   |                                      |
| Recorde da temporada  | Recorde da temporada do atleta (Season best) | Recorde sul-americano | Recorde sul-americano (South America) | NM                         | Sem marca (No mark)                       |   |                                      |